# Pampsiquismo

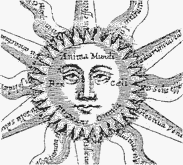
Ilustração do conceito neoplatônico da Alma do Mundo emanando do Absoluto, de certa forma um precursor do panpsiquismo.

Na filosofia, pampsiquismo ou, em algumas formas correntes, mas fora do Acordo Ortográfico de 1990, pan-psiquismo, panpsiquismo é a visão de que a mente ou um aspecto semelhante à mente é uma característica fundamental e onipresente da realidade. Ele assumiu uma ampla variedade de formas. Os proponentes acadêmicos contemporâneos sustentam que a senciência ou a experiência subjetiva é onipresente, embora distanciam essas qualidades dos complexos atributos mentais humanos; atribuem uma forma primitiva de mentalidade a entidades no nível fundamental da física, mas não a atribuem à maioria dos agregados, como rochas ou edifícios. Por outro lado, alguns teóricos históricos imputaram atributos como vida ou espírito a todas as entidades.
O panpsiquismo é uma das teorias filosóficas mais antigas, e tem sido atribuída aos filósofos incluindo Tales, Platão, Spinoza, Leibniz, William James, Alfred North Whitehead, e Galen Strawson. Durante o século XIX, o panpsiquismo era a teoria padrão da filosofia da mente, mas viu um declínio durante os anos intermediários do século XX, com o surgimento do positivismo lógico. O interesse recente no problema difícil da consciência reavivou o interesse no panpsiquismo.

## Etimologia
O termo "pampsiquismo" tem origem no termo grego pan (πᾶν: "tudo, todo") e psique (ψυχή: "alma, mente") como o centro unificador da vida mental de nós, seres humanos, e de outras criaturas vivas.":1 Psique vem da palavra grega ψύχω (psukhō, "sopro") e pode significar vida, alma, mente, espírito, coração e 'sopro da vida'. O uso de psique é controverso por ser sinônimo de alma, um termo geralmente tomado como tendo algum tipo de sobrenatural qualidade; termos mais comuns agora encontrados na literatura incluem mente, propriedades mentais, aspecto mental e experiência.

## Terminologia
O filósofo David Chalmers, que explorou o pampsiquismo como uma teoria viável, distingue entre experiências micro fenomenais (as experiências de entidades microfísicas) e experiências macro fenomenais (experiências de entidades maiores, como seres humanos).

## História

### Antiguidade

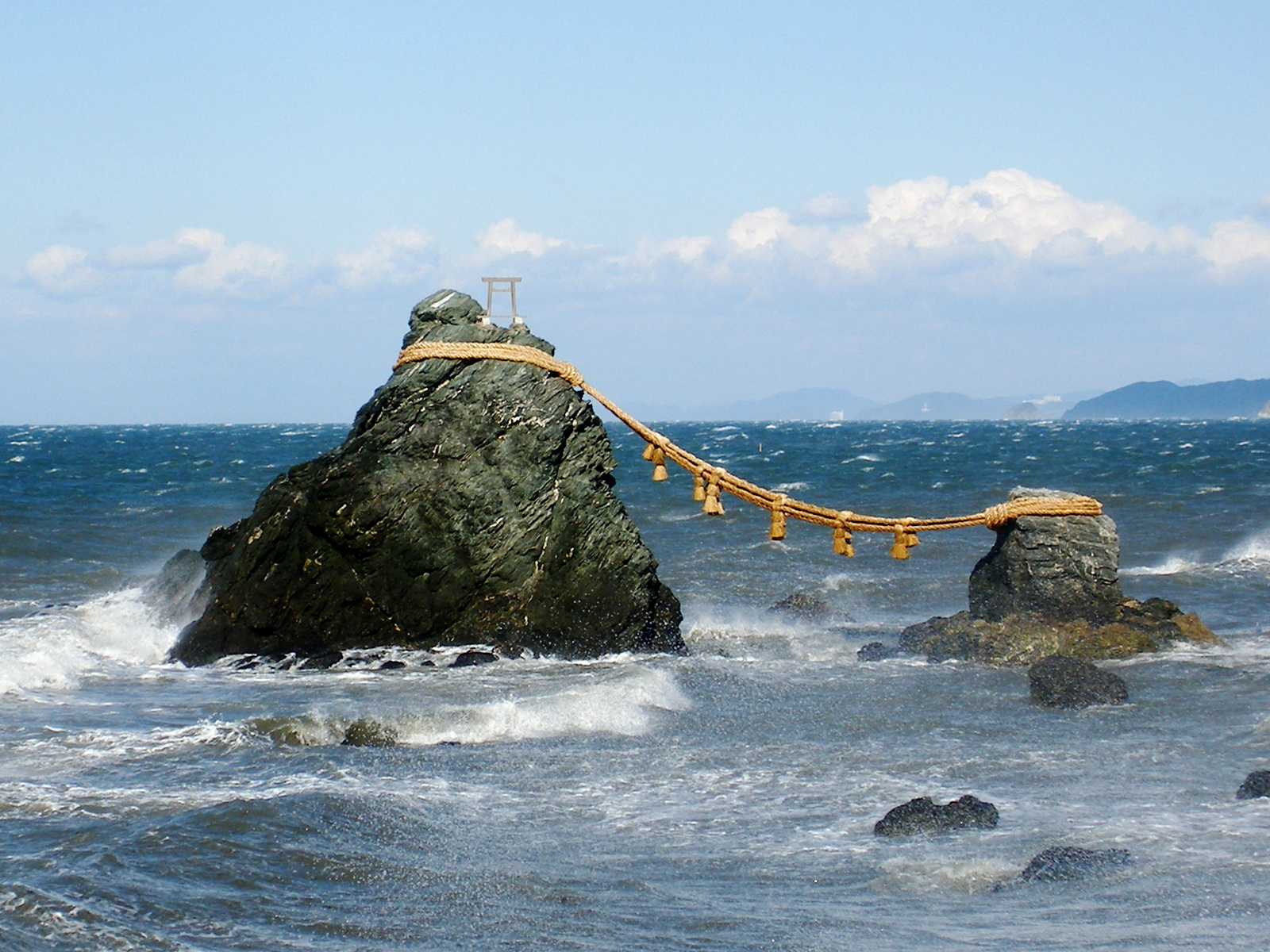
Dois iwakura - uma rocha onde se diz que um kami ou espírito reside na religião do xintoísmo.

As visões pampsíquicas são um tema básico da filosofia grega pré-socrática. Segundo Aristóteles, Tales (c. 624 - 545 A.E.C.), o primeiro filósofo grego, postulou uma teoria que sustentava "que tudo está cheio de deuses". Tales acreditava que tal era demonstrado por ímãs. Isso foi interpretado como uma doutrina pampsiquista. Outros pensadores gregos que foram associados ao pampsiquismo incluem Anaxágoras (que via o princípio subjacente ou arqué como Nous ou Mente), Anaxímenes (que via a arché como pneuma ou espírito) e a doutrina do Logos de Heráclito (que dizia "A faculdade de pensar é comum a todos").
Platão defende o pampsiquismo em seu Sofista, no qual ele escreve que todas as coisas participam da forma do Ser e que ela deve ter um aspecto psíquico da mente e alma (psique). No Filebo e Timeu, Platão defende a ideia de uma alma do mundo ou anima mundi. De acordo com Platão: 
 Este mundo é de fato um ser vivo dotado de alma e inteligência ... uma única entidade viva visível contendo todas as outras entidades vivas, que por sua natureza são todas relacionadas. 
 O estoicismo desenvolveu uma cosmologia que sustentava que o mundo natural era infundido com uma essência de fogo divina chamada pneuma, que era dirigida por uma inteligência universal chamada logos. A relação dos logos individuais dos seres com o logos universal era uma preocupação central do estoico romano Marco Aurélio. A metafísica do estoicismo baseou-se em filosofias helenísticas como o neoplatonismo e o gnosticismo, que também utilizavam a ideia platônica da anima mundi.

### Renascimento

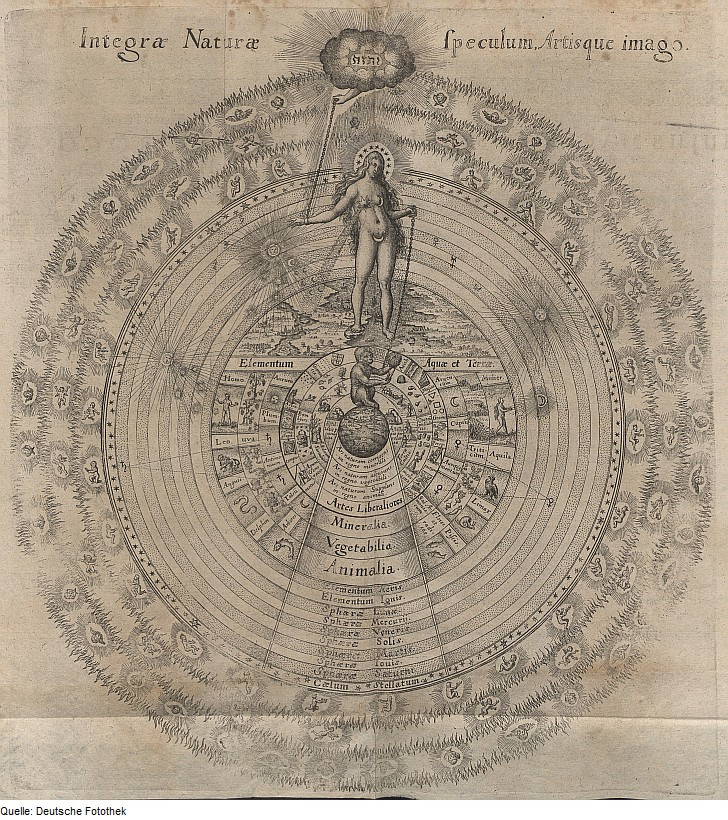
Ilustração da Ordem Cósmica de Robert Fludd, a Alma do Mundo é retratada como uma mulher.

Após o fechamento da Academia de Platão pelo imperador Justiniano em 529 E.C., o neoplatonismo declinou. Embora houvesse pensadores cristãos medievais que se aventuraram no que poderia ser chamado de ideias pampsiquistas (como John Escoto Erígena, um cristão platonista), não era uma linha dominante no pensamento cristão. No Renascimento italiano, no entanto, o pampsiquismo desfrutou algo de um reavivamento intelectual, no pensamento de figuras como Gerolamo Cardano, Bernardino Telesio, Francesco Patrizi, Giordano Bruno e Tommaso Campanella. Cardano defendeu a visão de que alma ou anima era uma parte fundamental do mundo e Patrizi introduziu o termo atual pampsiquismo no vocabulário filosófico. Segundo Giordano Bruno: "Não há nada que não possua alma e que não tenha princípio vital". Ideias platonistas como a anima mundi também ressurgiram no trabalho de pensadores esotéricos como Paracelso, Robert Fludd e Cornelius Agrippa.

### Período moderno adiantado
No século XVII, pode-se dizer que dois racionalistas eram pampsiquistas, Baruch Spinoza e Gottfried Leibniz. No monismo de Spinoza, a única substância infinita e eterna é "Deus ou Natureza" (Deus sive Natura), que possui os aspectos da mente (pensamento) e matéria (extensão). A visão de Leibniz é de que existe um número infinito de substâncias mentais absolutamente simples chamadas mônadas, que compõem a estrutura fundamental do universo. Embora tenha sido dito que a filosofia idealista de George Berkeley também é uma forma de puro panpsiquismo e que "os idealistas são panpsiquistas por padrão", também foi argumentado  que tais argumentos confundem fenômenos mentalmente construídos com as próprias mentes. Berkeley rejeitou o panpsiquismo e postulou que o mundo físico existe apenas nas experiências que as mentes têm dele, enquanto restringe as mentes aos seres humanos e a certos outros agentes específicos.

### Século XIX
No século XIX, o pampsiquismo estava no auge. Filósofos como Arthur Schopenhauer, C. S. Peirce, Josiah Royce, William James, Eduard von Hartmann, F. C. S. Schiller, Ernst Haeckel e William Kingdon Clifford, bem como psicólogos como Gustav Fechner, Wilhelm Wundt e Rudolf Hermann Lotze, todos promoveram ideias pampsiquistas.
Arthur Schopenhauer defendeu uma visão bilateral da realidade que era ao mesmo tempo Vontade e Representação (Vorstellung). Segundo Schopenhauer: "Toda mente ostensiva pode ser atribuída à matéria, mas toda a matéria também pode ser atribuída à mente".
Josiah Royce, o principal idealista absoluto americano, sustentou que a realidade era um "eu do mundo", um ser consciente que compreendia tudo, embora ele não necessariamente atribuísse propriedades mentais aos menores constituintes dos "sistemas" mentalistas. O filósofo pragmatista americano Charles Sanders Peirce adotou uma espécie de monismo psicofísico no qual o universo estava impregnado de mente, que ele associou à espontaneidade e à liberdade. Após Pierce, William James também adotou uma forma de pampsiquismo. Em suas notas de aula, James escreveu: 
 Nossa única noção inteligível de um objeto em si é que ele deve ser um objeto para si, e isso nos leva ao panpsiquismo e à crença de que nossas percepções físicas são efeitos sobre nós das realidades "psíquicas" 
 Em 1893, Paul Carus propôs sua própria filosofia semelhante ao panpsiquismo conhecida como 'panbiotismo', que ele definiu como "tudo é repleto de vida; contém vida; tem a capacidade de viver".:149 

### Século XX
No século XX, o proponente mais significativo da visão pampsiquista é, sem dúvida, Alfred North Whitehead (1861-1947). A ontologia de Whitehead viu a natureza básica do mundo como composto de eventos e o processo de suas criações e extinções. Esses eventos elementares (que ele chamou de ocasiões) são em parte mentais. Segundo Whitehead: "devemos conceber as operações mentais como um dos fatores que compõem a constituição da natureza".
As visões monistas neutras de Bertrand Russell tendiam ao pampsiquismo. O físico Arthur Eddington também defendeu uma forma de pampsiquismo.
O psicólogo Carl Jung, conhecido por sua ideia do inconsciente coletivo, escreveu que "a psique e a matéria estão contidas em um e mesmo mundo e, além disso, estão em contato contínuo entre si" e que é provável que "a psique e matéria são dois aspectos diferentes de uma e a mesma coisa". Os psicólogos James Ward e Charles Augustus Strong também endossaram variantes do pampsiquismo.:158
O geneticista Sewall Wright endossou uma versão do pampsiquismo. Ele acreditava que o nascimento da consciência não se devia a uma propriedade misteriosa de complexidade crescente, mas a uma propriedade inerente, implicando que essas propriedades estavam nas partículas mais elementares.

### Contemporâneo
A doutrina pampsiquista recentemente viu um ressurgimento da filosofia da mente, desencadeado pelo artigo "Panpsychism" de Thomas Nagel em 1979 e ainda mais estimulada pelo artigo de Galen Strawson em 2006 "Realistic Monism: Why Physicalism Entails Panpsychism". Seus principais defensores nos Estados Unidos incluem Christian de Quincey, Leopold Stubenberg, David Ray Griffin, e David Skrbina. No Reino Unido, o caso do panpsiquismo foi apresentado nas últimas décadas por Galen Strawson, Gregg Rosenberg, Timothy Sprigge, e Philip Goff. O filósofo britânico David Papineau, embora se distancie dos panpsiquistas ortodoxos, escreveu que sua visão "não é diferente do panpsiquismo", na medida em que rejeita uma linha na natureza entre "eventos iluminados pela fenomenologia [e] aqueles que são meras trevas" O filósofo canadense William Seager também defendeu o panpsiquismo.
Em 1990, o físico David Bohm publicou "Uma nova teoria da relação entre mente e matéria", um artigo que propõe uma teoria panpsiquista da consciência baseada na interpretação de Bohm da mecânica quântica. Bohm tem um número de seguidores entre os filósofos da mente, tanto nos Estados Unidos (por exemplo, Quentin Smith) quanto internacionalmente (por exemplo, Paavo Pylkkänen). A doutrina também foi aplicada na filosofia ambiental pela filósofa australiana Freya Mathews. A editora de ciência Annaka Harris explora o pampsiquismo como uma teoria viável em seu livro Conscious, embora ela pare antes de endossar completamente a visão.
A teoria da informação integrada da consciência (TII), proposta pelo neurocientista e psiquiatra Giulio Tononi em 2004 e adotada por outros neurocientistas como Christof Koch, postula que a consciência é generalizada e pode ser encontrada mesmo em alguns sistemas simples. No entanto, não sustenta que todos os sistemas estejam conscientes, levando Tononi e Koch a afirmar que a TII incorpora alguns elementos do panpsiquismo, mas outros não. Koch se referiu à TII como uma "versão cientificamente refinada" do panpsiquismo.

## Argumentos a favor

### Problema difícil de consciência
Na filosofia da mente, o panpsiquismo é uma solução possível para o chamado problema difícil da consciência. David Chalmers, que formulou o problema difícil da consciência, argumentou que o panpsiquismo é uma das múltiplas teorias viáveis da consciência em The Conscious Mind (1996) e em trabalhos subsequentes. Chalmers argumenta contra qualquer solução redutiva para o problema difícil da consciência, apresentando três argumentos relacionados: o argumento explicativo, o argumento da concebilidade e o argumento do conhecimento. Ele então discute três possíveis explicações não redutivas da consciência, mas deixa em aberto a solução correta.

#### Argumento hegeliano
Num artigo subsequente, Chalmers baseou-se em sua exploração anterior do panpsiquismo e disse que um argumento "hegeliano" é o argumento mais convincente para o panpsiquismo, embora ele admita que não é definitivo. O argumento é hegeliano porque está centrado na dialética hegeliana e nos conceitos de tese, antítese e síntese.
Chalmers usa o argumento materialista do fechamento causal como sua tese e o argumento da concebilidade do dualismo mente-corpo como sua antítese. Chalmers argumenta que cada argumento é persuasivo e que a maneira mais persuasiva de resolver os dois simultaneamente é adotar uma forma de panpsiquismo, que é a síntese dos dois argumentos.
Chalmers, no entanto, leva seu argumento adiante e argumenta que, para a tese do panpsiquismo, existe uma antítese separada do panprotopsiquismo - a proposição de que tudo o que existe é protoconsciente, em oposição ao consciente. Chalmers propõe provisoriamente o monismo russeliano como uma síntese, mas ele não abraça completamente essa opção e, em vez disso, vê o panpsiquismo e o panprotopsiquismo como opções mais plausíveis.

### Não-emergentismo
Problemas alegados com o emergentismo são frequentemente citados pelos panpsiquistas como bases para rejeitar teorias redutivas da consciência. Esse argumento pode ser rastreado até o psicólogo Wilhelm Wundt, que aplicou a frase ex nihilo nihil fit ("nada vem do nada") nesse contexto - dizendo que o mental não pode surgir do não mental.

#### Thomas Nagel
No artigo "Panpsychism" em seu livro Mortal Questions, de 1979, Thomas Nagel define o pampsiquismo como "a visão de que os constituintes físicos básicos do universo têm propriedades mentais",:181 que ele afirma serem propriedades não-físicas. Nagel argumenta que o pampsiquismo segue de quatro premissas:
- (1) "Composição material", ou compromisso com o materialismo;
- (2) "Não-reducionismo", ou a visão de que propriedades mentais não podem ser reduzidas a propriedades físicas;
- (3) "Realismo" sobre propriedades mentais;
- (4) "Não-emergência" ou a visão de que "não existem propriedades realmente emergentes de sistemas complexos".

Nagel observa que novas propriedades físicas são descobertas através de inferência explicativa de propriedades físicas conhecidas; seguindo um processo semelhante, as propriedades mentais parecem derivar de propriedades da matéria não incluídas no rótulo de "propriedades físicas" e, portanto, devem ser propriedades adicionais da matéria. Ele também argumenta que "a demanda por uma explicação de como os estados mentais necessariamente aparecem nos organismos físicos não pode ser atendida pela descoberta de correlações uniformes entre os estados mentais e os estados físicos do cérebro".:187 Além disso, Nagel argumenta que os estados mentais são reais, apelando à inexplicabilidade da experiência subjetiva, ou qualia, por meios físicos. Nagel vincula o panpsiquismo ao fracasso do emergentismo em lidar com a relação metafísica: "Não existem propriedades realmente emergentes de sistemas complexos. Todas as propriedades de sistemas complexos que não são relações entre ele e algo mais derivam das propriedades de seus constituintes e de seus efeitos sobre uns aos outros quando combinados". Assim, ele nega que as propriedades mentais possam surgir de relações complexas entre a matéria física. 

#### Evolucionário
O argumento empiricamente mais popular para o panpsiquismo deriva do darwinismo e é uma forma do argumento da não-emergência. Esse argumento começa com a suposição de que a evolução é um processo que cria sistemas complexos a partir de propriedades preexistentes, mas que no entanto não pode criar propriedades "inteiramente novas". William Kingdon Clifford argumentou que: 
[...] não podemos supor que um salto tão grande de uma criatura para outra deva ter ocorrido em qualquer ponto do processo de evolução como a introdução de um fato inteiramente diferente e absolutamente separado do fato físico. É impossível alguém apontar o local específico na linha de descendência onde esse evento pode ter ocorrido. A única coisa a que podemos chegar, se aceitarmos a doutrina da evolução, é que mesmo no organismo mais baixo, mesmo na ameba que nada em nosso próprio sangue, há algo ou outro, inconcebivelmente simples para nós, que é da mesma natureza com nossa própria consciência [...] 

### Física quântica
Filósofos como Alfred North Whitehead se basearam na indeterminação observada pela física quântica para defender o panpsiquismo. Uma linha de argumento semelhante foi repetida posteriormente por vários pensadores, incluindo o físico David Bohm, o anestesiologista Stuart Hameroff e filósofos como Quentin Smith, Paavo Pylkkänen e Shan Gao. Os defensores das teorias panpsiquistas de consciência quântica veem a indeterminação quântica e as relações informacionais, mas não causais, entre elementos quânticos como a chave para explicar a consciência. Essa abordagem também foi adotada por Michael Lockwood (1991).

### Natureza intrínseca
Esses argumentos são baseados na ideia de que tudo deve ter uma natureza intrínseca. Eles argumentam que, embora os objetos estudados pela física sejam descritos de maneira disposicional, essas disposições devem se basear em alguns atributos intrínsecos não disposicionais, que Whitehead chamou de "realidade misteriosa em segundo plano, intrinsecamente incognoscível". Embora não tenhamos como saber como são esses atributos intrínsecos, podemos conhecer a natureza intrínseca da experiência consciente que possui características irredutíveis e intrínsecas. Arthur Schopenhauer argumentou que, embora o mundo nos pareça representação, deve haver 'um objeto que fundamenta' a representação, que ele chamou de 'essência interior' (das innere Wesen) e 'força natural' (Naturkraft), que fica fora daquilo que nossa compreensão percebe como lei natural.
Galen Strawson chamou sua forma de panpsiquismo de "fisicalismo realista", argumentando que "o experiencial é considerado especificamente como tal - a parte da realidade com a qual temos a ver quando consideramos experiências específica e unicamente em relação ao caráter experiencial que elas têm para aqueles que as têm conforme as tenham - tal 'apenas é' físico".:7
Acadêmicos como Roger Penrose (1989), John Searle (1991), Thomas Nagel (1979, 1986, 1999) e Noam Chomsky (1999), embora nem todos sejam defensores do panpsiquismo, disseram que uma mudança revolucionária na física pode ser necessária para resolver o problema da consciência.

## Argumentos contra
Uma crítica ao panpsiquismo é que ele não pode ser empiricamente testado. Uma crítica relacionada é o que parece para muitos a natureza bizarra da teoria. John Searle afirma que o panpsiquismo é uma "visão absurda" e que termostatos carecem de "estrutura suficiente mesmo para serem um candidato remoto à consciência".
Alguns argumentaram que as únicas propriedades compartilhadas por todos os qualia são de que eles não são precisamente descritíveis e, portanto, têm significado indeterminado em qualquer filosofia que se baseia em definições precisas de acordo com esses críticos (isto é, tende-se a pressupor uma definição para mentalidade sem descrevê-la em qualquer detalhe real). A necessidade de definir melhor os termos usados na tese do panpsiquismo é reconhecida pelo panpsiquista David Skrbina,:15 e ele recorre a afirmar algum tipo de hierarquia de termos mentais a serem usados. Assim, diz-se que apenas um aspecto fundamental da mente está presente em toda a matéria, a saber, a experiência subjetiva. Outra resposta panpsiquista foi de que já sabemos o que são os qualia através da apreensão direta e introspectiva; e também sabemos o que é mentalidade consciente em virtude de sermos conscientes. Para alguém como Alfred North Whitehead, a descrição em terceira pessoa ocupa o segundo lugar na conexão íntima entre cada entidade e qualquer outra que é, diz ele, o próprio tecido da realidade. Tomar uma mera descrição como tendo realidade primária é cometer a "falácia da concretude extraviada".  
Os panpsiquistas contemporâneos separam os aspectos fenomenais e não cognitivos da consciência - qualia ou experiência subjetiva, a essência do problema difícil da consciência - da cognição. No entanto, ao colocar a experiência subjetiva como a natureza intrínseca do mundo físico, eles esperam evitar o problema da causação mental. No entanto, Robert Howell argumentou que todas as funções causais ainda são consideradas disposicionalmente (isto é, em termos dos comportamentos descritos pela ciência), deixando a fenomenalidade causalmente inerte. Ele conclui: "Isso nos deixa mais uma vez com qualia epifenomenais, apenas em um posto muito surpreendente".
O problema da combinação é frequentemente discutido como uma objeção ao panpsiquismo. Ele pode ser atribuída aos escritos de William James, mas recebeu seu nome atual por William Seager em 1995. Embora inúmeras soluções tenham sido propostas, elas ainda precisam obter ampla aceitação.

## Em relação a outras teorias

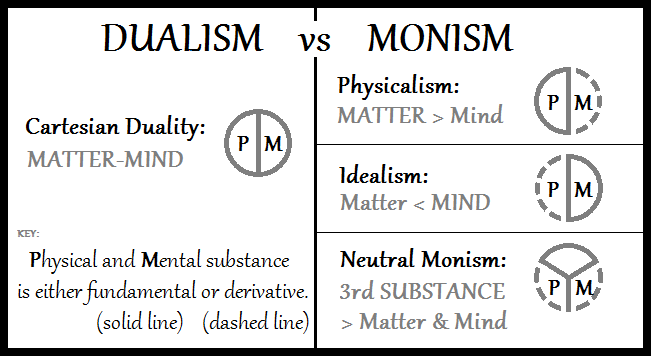
Um diagrama resumindo o dualismo cartesiano, o fisicalismo, o idealismo e o monismo neutro, quatro posições com as quais o panpsiquismo foi comparado de várias maneiras.

### Idealismo
O panpsiquismo concorda com o idealismo de que, em certo sentido, tudo é mental, mas, embora o idealismo trate a maioria das coisas como conteúdo mental ou ideias, o panpsiquismo as trata como semelhantes à mente, em certo sentido, e como tendo sua própria realidade. Além disso, em contraste com muitas formas de idealismo, sustenta que para todas as mentes existe um mundo único, externo, espaço-temporal, que não é apenas ideias em uma mente divina. O panpsiquismo é, portanto, uma forma de realismo.

### Dualismo e teoria do duplo aspecto
Panpsiquistas e dualistas concordam que as propriedades mentais não podem ser reduzidas às propriedades físicas. A diferença é que os dualistas consideram as propriedades mentais e físicas pertencentes a categorias diferentes, praticamente sem nada em comum (por exemplo, a caracterização de Descartes da matéria e da mente como "extensão" e "pensamento", respectivamente), enquanto os panpsiquistas veem as propriedades físicas como a descrição quantitativa externa de propriedades mentais. Essa distinção também separa a teoria dos dois aspectos do panpsiquismo: embora os teóricos dos dois aspectos possam concordar com os panpsiquistas de que tudo tem algumas propriedades mentais, eles também sustentam que tudo tem algumas propriedades físicas, enquanto os panpsiquistas sustentam que as propriedades físicas são propriedades mentais.

### Monismo neutro
O monismo neutro, introduzido pela primeira vez por Spinoza e depois proposto por William James e Bertrand Russell, não pressupõe (como o materialismo e idealismo) que mente e matéria são fundamentalmente separáveis. O monismo neutro é frequentemente associado à teoria de duplo aspecto, que sustenta que mental e físico são duas perspectivas de uma realidade que não é nem mental nem física. O panpsiquismo, por outro lado, sustenta que o físico é simplesmente o mental.

### Fisicalismo e materialismo
O panpsiquismo abrange muitas teorias, unidas pela noção de que a consciência é onipresente; estes podem, em princípio, ser materialistas redutivas, dualistas ou alguma outra. Galen Strawson sustenta que o panpsiquismo é uma forma de fisicalismo, na sua opinião a única forma viável. Por outro lado, David Chalmers descreve o panpsiquismo como uma alternativa ao materialismo e ao dualismo. Philip Goff também descreve o panpsiquismo como uma alternativa ao fisicalismo e ao dualismo de substância.

### Emergentismo
O panpsiquismo é incompatível com o emergentismo. Em geral, todas as teorias da consciência devem cair sob um ou outro guarda-chuva; elas devem sustentar que a consciência está presente em um nível fundamental da realidade (panpsiquismo) ou que emerge mais acima (emergentismo).

### Animismo e hilozoísmo
O panpsiquismo é distinto do animismo ou hilozoísmo, que sustentam que todas as coisas têm alma ou estão vivas, respectivamente. Gustav Theodor Fechner afirmou em "Nanna" e "Zendavestá" que a Terra é um organismo vivo cujas partes são as pessoas, os animais e as plantas. Nem o animismo nem o hilozoísmo atraíram o interesse acadêmico contemporâneo.

### Holismo
O panpsiquismo está relacionado, mas distinto da visão holística, de que todo o universo é um organismo que possui uma mente ("consciência cósmica" ou "consciência universal"). Essa última visão é compartilhada por algumas formas de pensamento religioso, como teosofia, panteísmo, cosmoteísmo, não-dualismo, pensamento da nova era e panenteísmo. O efeito do centésimo macaco exemplifica o limiar para essa consciência cósmica aplicada. A visão budista Tiantai é de que "quando alguém a alcança, todos a alcançam".:38  

### Hilopatismo
O hilopatismo defende uma atribuição igualmente universal de senciência à matéria. Poucos escritores defenderiam um materialismo hilopático, embora a ideia não seja nova; foi formulado como "o que quer que esteja subjacente à consciência em um sentido material, isto é, o que quer que seja o cérebro que dá origem à consciência, deve necessariamente estar presente em algum grau em qualquer outra coisa material". Um estado mental composto não consiste em átomos psíquicos compostos. O conceito da consciência "ser em si" permite a ideia de matéria autoconsciente. Tentativas foram feitas para conceituar esse nível primitivo de existência antes da aprendizagem e da memória associativas. Como a coleção de matéria autoconsciente constitui um ser cognitivo, a coleção de seres cognitivos como uma entidade conglomerada reflete o panpsiquismo. A consciência não seria "nascente", mas emergente devido a uma falta de abandono durante a evolução da senciência material.
Ideias semelhantes foram atribuídas ao filósofo australiano David Chalmers, que argumenta que a consciência é uma característica fundamental do universo, e à qual ele também se refere como o Primeiro Datum no estudo da mente.
Na prática do não-reducionismo, essa característica pode não ser atribuível a nenhuma mônada base, mas radicalmente emergente no nível de complexidade física em que ela se demonstra. Elegância complexa é o desenvolvimento adicional da senciência que é autoconsciente. Podemos chamar isso de "pós-inteligência", onde "inteligência" é um processamento simples. O elemento de superioridade pode ser o fato de a pós-inteligência ser proto-experiencial. Essas propriedades fenomênicas são chamadas de "aspectos internos da informação".:162–170

## Variantes

### Panexperiencialismo
A forma de panpsiquismo em discussão na literatura contemporânea é mais especificamente conhecida como panexperiencialismo, a visão de que a experiência consciente está presente em todo lugar, em um nível fundamental. O panexperiencialismo pode ser contrastado com o pancognitivismo, a visão de que o pensamento está presente em todos os lugares em um nível fundamental, uma visão que teve alguns defensores históricos, mas que não conquistou adeptos acadêmicos atuais; como tal, panpsiquistas contemporâneos não acreditam que entidades microfísicas possuam estados mentais complexos como crenças, desejos, medos e assim por diante.
O panexperiencialismo está associado às filosofias de Charles Hartshorne e Alfred North Whitehead, entre outras, embora o termo em si tenha sido inventado por David Ray Griffin para distinguir a visão filosófica do processo de outras variedades de panpsiquismo. A fenomenologia ecológica desenvolvida nos escritos do ecologista e filósofo cultural americano David Abram é frequentemente descrita como uma forma de panexperiencialismo, como é a "biologia poética" desenvolvida pelo associado próximo de Abram, o biólogo alemão Andreas Weber.
A metafísica de Whitehead incorporou uma visão científica do mundo semelhante à teoria da relatividade de Einstein para o desenvolvimento de seu sistema filosófico. Sua filosofia de processo argumenta que os elementos fundamentais do universo são "ocasiões de experiência", que juntos podem criar algo tão complexo quanto um ser humano. Essa experiência não é consciência; não há dualidade mente-corpo nesse sistema, uma vez que a mente é vista como um tipo de experiência particularmente desenvolvido. Whitehead não era um idealista subjetivo e, embora suas ocasiões de experiência (ou "ocasiões reais") se assemelhem às mônadas de Leibniz, elas são descritas como constitutivamente inter-relacionadas. Ele abraçou o panenteísmo, com Deus abrangendo todas as ocasiões de experiência e ainda assim transcendendo-as. Whitehead acreditava que essas ocasiões de experiência são o menor elemento do universo - ainda menor que as partículas subatômicas. Construindo o trabalho de Whitehead, o filósofo do processo Michel Weber defende um pancriacionismo.

### Panprotopsiquismo
Panprotopsiquismo é uma teoria relacionada ao panpsiquismo. Ele é discutido como uma teoria da consciência viável nos trabalhos de David Chalmers.

### Cosmopsiquismo
Cosmopsiquismo é a teoria que o cosmos é um todo apropriado, um objeto unificado que é ontologicamente anterior a suas partes. Os defensores do cosmopsiquismo afirmam que o cosmos como um todo é o nível fundamental da realidade e instancia a consciência, e é assim que a visão difere do panpsiquismo, onde a alegação é geralmente de que o menor nível de realidade é fundamental e instancia a consciência. Por conseguinte, a consciência humana, por exemplo, é meramente derivada da consciência cósmica.

### Panpsiquismo ativo
O panpsiquismo ativo é uma variante proposta recentemente por Eric Lindell, que considera que a consciência ativa foi negligenciada inadequadamente. Para remediar isso, o panpsiquismo ativo (ou do processo) postula que gastos de energia são inerentemente volitivos, mantendo que a matéria inerentemente possui senciência subjetiva.

## Na filosofia oriental

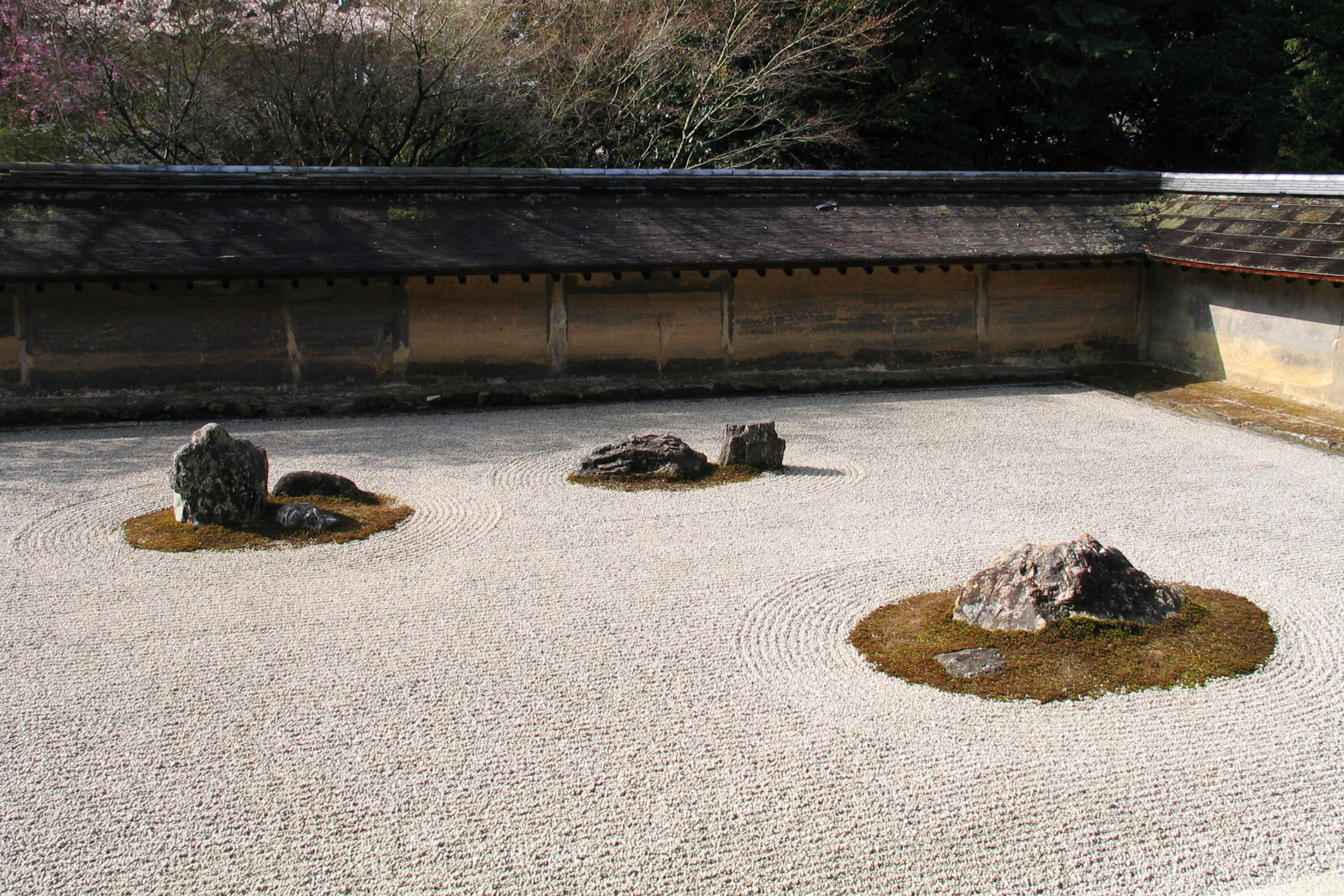
Na arte do jardim de pedras japonês, o artista deve estar ciente do "ishigokoro" ('coração' ou 'mente') das rochas

Segundo Graham Parkes: "A maior parte da filosofia tradicional chinesa, japonesa e coreana se qualificaria como panpsiquista por natureza. Para as escolas filosóficas mais conhecidas no oeste - neoconfucionismo e budismo japonês - o mundo é um campo de força dinâmico de energias conhecido como qi ou bussho (natureza de Buda) e classificável em termos ocidentais como psicofísico". Segundo o Advaita Vedanta, a escola não dualista do hinduísmo, Brahman é a consciência subjacente que é o fundamento de toda a realidade.

### Budismo do Leste Asiático
Segundo D. S. Clarke, aspectos panpsiquistas e panexperiencialistas podem ser encontrados nas doutrinas budistas Huayan e Tiantai (no Japão, Tendai) da Natureza de Buda, que eram frequentemente atribuídos a objetos inanimados, como flores de lótus e montanhas.:39 O patriarca do Tiantai, Zhanran, argumentou que "mesmo seres não sencientes têm a natureza de Buda".
 Quem, então, é "animado" e quem "inanimado"? Dentro da assembléia do Lotus, todos estão presentes sem divisão. No caso de grama, árvores e solo ... se eles simplesmente levantam seus pedúnculos ou atravessam energicamente o longo caminho, todos alcançarão o Nirvana. 
 A escola Tiantai foi transmitida ao Japão por Saicho, que falou da "natureza búdica de árvores e rochas".
De acordo com o pensador budista Shingon do século IX, Kukai, o Dharmakaya nada mais é do que o universo físico e objetos naturais como rochas e pedras são incluídos como parte da suprema corporificação do Buda. O mestre Zen Soto Dogen também defendeu a universalidade da Natureza de Buda. Segundo Dogen, "cercas, paredes, azulejos e pedras" também são "mentes" (心, shin). Dogen também argumentou que "seres insencientes expõem os ensinamentos" e que as palavras do eterno Buda "estão gravadas nas árvores e nas rochas ... nos campos e nas aldeias". Esta é a mensagem do seu "Sutra das Montanhas e das Águas" (Sansui kyô).

### Dzogchen
De acordo com um mal-entendido comum, na tradição budista Dzogchen, particularmente o Semde Dzogchen ou "série mental", cujo texto principal é o Kulayarāja Tantra, não há nada que não seja senciente, ou seja, tudo é senciente. Além disso, dois dos estudiosos ingleses que abriram o discurso da literatura Bardo da tradição Nyingma Dzogchen, Evans-Wentz & Jung (1954, 2000: p. 10) especificamente com sua tradução parcial e comentários do Bardo Thodol para o idioma inglês, escreveram da "Uma Mente" (tibetano: sems nyid gcig; sânscrito: *ekacittatva; *ekacittata; onde * denota uma possível formação reversa do sânscrito) assim: 
A Uma Mente, como Realidade, é o Coração que pulsa para sempre, lançando purificadas as correntes sanguíneas da existência e tomando-as novamente; a Grande Respiração, o Inescrutável Brahman, o Mistério Eternamente Desvendado dos Mistérios da Antiguidade, o Objetivo de todas as Peregrinações, o Fim de toda Existência.
Deve-se ter em mente que Evans-Wentz nunca estudou a língua tibetana e que o lama que fez a principal obra de tradução para ele era da seita Gelukpa e não é conhecido por ter realmente estudado ou praticado Dzogchen.
De acordo com a tradução com comentários, "Autoliberação através da Visão com Consciência Nua", de John Myrdhin Reynolds, a frase "É a natureza única da mente que abrange todo o Samsara e o Nirvana" ocorre apenas uma vez no texto e não se refere a "algum tipo de hipóstase neoplatônica, um Nous universal , do qual todas as mentes individuais são apenas fragmentos ou apêndices", mas ao ensinamento de que "se alguém se encontra no estado de Samsara ou no estado de Nirvana, é a natureza da mente que reflete com consciência todas as experiências, não importa qual seja sua natureza." Isso pode ser encontrado no Apêndice I, nas páginas 80–81. Reynolds elucida ainda mais com a analogia de um espelho. Dizer que um único espelho pode refletir feiúra ou beleza não constitui uma alegação de que toda feiúra e beleza é um único espelho.